# .com

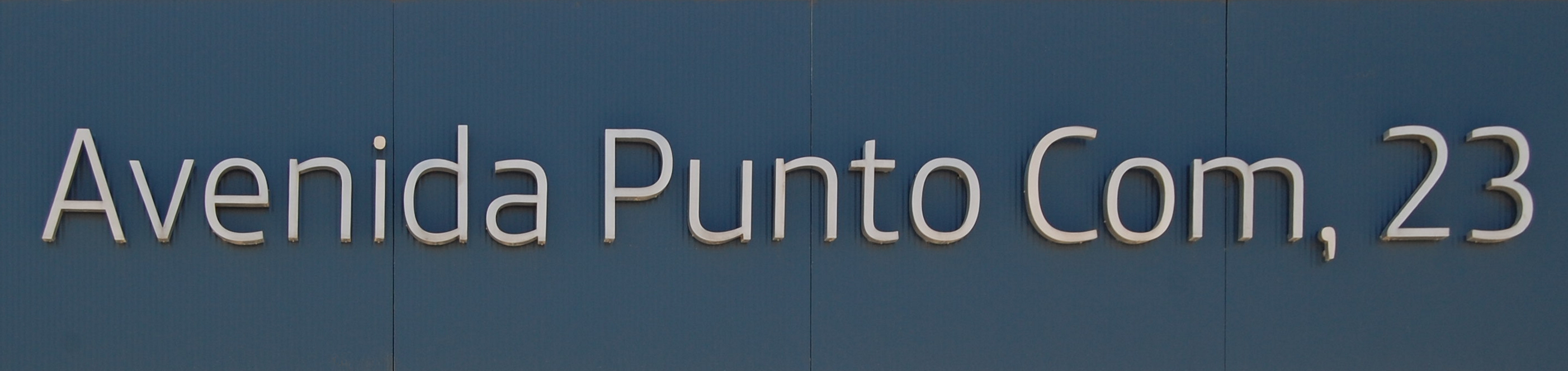
Letrero de la avenida "Punto Com", en el Parque Científico Tecnológico de la Universidad de Alcalá.

El nombre de dominio .com es un dominio de nivel superior (TLD por sus siglas en inglés) que pertenece al Sistema de Nombres de Dominio (DNS) de Internet. Su nombre tiene como origen y contracción de la palabra «comercial», lo que indica que originalmente estaba pensado para dominios registrados por las organizaciones comerciales. Sin embargo, esta distinción finalmente se perdió cuando los registros para los dominios .com, .org y .net se abrieron de forma ilimitada.
El dominio fue administrado originalmente por el Departamento de Defensa de los Estados Unidos, pero en la actualidad es operado por Verisign, una empresa con sede en Reston (Virginia), y sigue estando bajo la jurisdicción última de la legislación estadounidense. Los registros de Verisign en el dominio .com se tramitan a través de registradores acreditados por la ICANN. El registro acepta nombres de dominio internacionalizados (IDN).
El dominio .com fue uno de los primeros dominios de nivel superior en Internet cuando se implementó el Sistema de Nombres de Dominio en enero de 1985; los otros nombres de dominio eran .edu, .gov, .mil, .net, .org, .arpa y .int. Desde entonces, este nombre ha crecido hasta convertirse en el mayor dominio de nivel superior.
Si bien cualquier compañía en el mundo puede registrar un dominio .com, muchos países ofrecen dominios de segundo nivel con un propósito similar. Estos llevan nombres de la forma .com.xx donde xx es el dominio de nivel superior correspondiente al país. Algunos ejemplos son México (.com.mx), Argentina (.com.ar), Paraguay (.com.py), Colombia (.com.co), Perú (.com.pe), Brasil (.com.br), Panamá (.com.pa).

## Historia
El dominio .com fue uno de los primeros dominios de nivel superior establecidos cuando se puso por primera vez en práctica el Sistema de Nombres de Dominio para su uso en Internet el 1 de enero de 1985. En esa época, el dominio era administrado por el Departamento de Defensa de los Estados Unidos; no obstante, su mantenimiento era efectuado por SRI International como parte de un contrato con ese departamento. SRI International creó el DDN-NIC, también conocida como SRI-NIC o simplemente como NIC (Network Information Center), a la que entonces se accedía a través del nombre de dominio nic.ddn.mil. A partir del 1 de octubre de 1991, se otorgó un contrato de operaciones a Government Systems Inc. (GSI), entidad que lo subcontrató a Network Solutions Inc. (NSI).
El 1 de enero de 1993, la National Science Foundation (NSF por sus siglas en inglés) asumió la responsabilidad por el mantenimiento del dominio, debido a que .com se utilizaba mayoritariamente con fines ajenos a la defensa. De esta manera, la NSF concedió un contrato de operación a Network Solutions (NSI). En 1995, la NSF autorizó a NSI para que se comenzara a aplicar una tarifa anual a los registrantes por primera vez desde el inicio del dominio. En un comienzo, esta tarifa llegaba a los 50 $ anuales, de los cuales 35 $ eran para NSI y 15 $ para un fondo del gobierno. Los nuevos registros se debían pagar por los dos primeros años, por lo que la tarifa de registro de un dominio nuevo ascendía a 100 $. En 1997, el Departamento de Comercio de los Estados Unidos asumió la autoridad de todos los TLD genéricos. En la actualidad, el dominio es operado por Verisign tras su compra a Network Solutions. Verisign se separó posteriormente de las funciones de Network Solutions que no se relacionaban con el registro y creó una compañía aparte que continúa como registrador. En inglés el nombre del dominio se escribe con frecuencia con un punto antepuesto y se pronuncia generalmente como dot-com, que es el nombre con el que ha ingresado al habla corriente.
Pese a que originalmente los dominios .com buscaban designar a entidades comerciales (otras entidades como los organismos de gobierno o las instituciones de educación tenían asignados otros dominios de nivel superior), desde mediados de los años 90 no ha habido restricciones respecto a quien puede registrar este tipo de dominios. Con la comercialización y la popularización de Internet, el dominio .com se abrió al público y se convirtió rápidamente en el dominio de nivel superior más común para sitios web, correos electrónicos y redes. Muchas empresas que prosperaron en el periodo comprendido entre 1997 y 2001 (época conocida como la «Burbuja puntocom») incorporaron el sufijo .com en los nombres de las compañías, las que se hicieron conocidas como las punto-com o como empresas puntocom. La introducción del nombre de dominio .biz en 2001, que está restringido a los negocios, no ha tenido ningún impacto en la popularidad de .com.[cita requerida]
Muchos sitios y redes no comerciales utilizan el nombre de dominio .com para beneficiarse de la reconocibilidad percibida de un dominio .com. Sin embargo, las estadísticas de registro muestran una popularidad variable a lo largo de los años.
En diciembre de 2011, Verisign informó que había aproximadamente 100 millones de dominios .com registrados. Según el Informe de la Industria de Nombres de Dominio publicado en marzo de 2020, el registro de dominios .com ascendía a 145,4 millones. Según las cifras de Verisign en marzo de 2009, el dominio era atendido por 926 registradores acreditados.
El 29 de noviembre de 2012, el Departamento de Comercio de EE. UU. aprobó la renovación del Acuerdo de Registro .com entre Verisign y la ICANN. Mediante este acuerdo, Verisign gestionó el registro .com hasta el 30 de noviembre de 2018.
El 14 de diciembre de 2016 comienza a estar disponible el dominio alternativo .cam, por si el .com deja de ser utilizable.

## Lista de dominios de segundo nivel más antiguos
Los siguientes son los 100 dominios .com registrados más antiguos que aún existen.
| Rango | Fecha de creación        | Nombre del dominio | Rango | Fecha de creación        | Nombre del dominio |
| ----- | ------------------------ | ------------------ | ----- | ------------------------ | ------------------ |
| 1     | 15 de marzo de 1985      | Symbolics.com      | 50    | 11 de diciembre de 1986  | CCUR.com           |
| 2     | 24 de abril de 1985      | BBN.com            | 50    | 11 de diciembre de 1986  | CI.com             |
| 3     | 24 de mayo de 1985       | Think.com          | 50    | 11 de diciembre de 1986  | Convergent.com     |
| 4     | 11 de julio de 1985      | MCC.com            | 50    | 11 de diciembre de 1986  | DG.com             |
| 5     | 30 de septiembre de 1985 | DEC.com            | 50    | 11 de diciembre de 1986  | Peregrine.com      |
| 6     | 7 de noviembre de 1985   | Northrop.com       | 50    | 11 de diciembre de 1986  | Quad.com           |
| 7     | 9 de enero de 1986       | Xerox.com          | 50    | 11 de diciembre de 1986  | SQ.com             |
| 8     | 17 de enero de 1986      | SRI.com            | 50    | 11 de diciembre de 1986  | Tandy.com          |
| 9     | 3 de marzo de 1986       | HP.com             | 50    | 11 de diciembre de 1986  | TTI.com            |
| 10    | 5 de marzo de 1986       | Bellcore.com       | 50    | 11 de diciembre de 1986  | Unisys.com         |
| 11    | 19 de marzo de 1986      | IBM.com            | 61    | 19 de enero de 1987      | CGI.com            |
| 11    | 19 de marzo de 1986      | Sun.com            | 61    | 19 de enero de 1987      | CTS.com            |
| 13    | 25 de marzo de 1986      | Intel.com          | 61    | 19 de enero de 1987      | SPDCC.com          |
| 13    | 25 de marzo de 1986      | TI.com             | 64    | 19 de febrero de 1987    | Apple.com          |
| 15    | 25 de abril de 1986      | ATT.com            | 65    | 4 de marzo de 1987       | NMA.com            |
| 16    | 8 de mayo de 1986        | GMR.com            | 65    | 4 de marzo de 1987       | Prime.com          |
| 16    | 8 de mayo de 1986        | TEK.com            | 67    | 4 de abril de 1987       | Philips.com        |
| 18    | 10 de julio de 1986      | FMC.com            | 68    | 23 de abril de 1987      | Datacube.com       |
| 18    | 10 de julio de 1986      | UB.com             | 68    | 23 de abril de 1987      | Kai.com            |
| 20    | 5 de agosto de 1986      | Bell-ATL.com       | 68    | 23 de abril de 1987      | TIC.com            |
| 20    | 5 de agosto de 1986      | GE.com             | 68    | 23 de abril de 1987      | Vine.com           |
| 20    | 5 de agosto de 1986      | Grebyn.com         | 72    | 30 de abril de 1987      | NCR.com            |
| 20    | 5 de agosto de 1986      | ISC.com            | 73    | 14 de mayo de 1987       | Cisco.com          |
| 20    | 5 de agosto de 1986      | NSC.com            | 73    | 14 de mayo de 1987       | RDL.com            |
| 20    | 5 de agosto de 1986      | Stargate.com       | 75    | 20 de mayo de 1987       | SLB.com            |
| 26    | 2 de septiembre de 1986  | Boeing.com         | 76    | 27 de mayo de 1987       | ParcPlace.com      |
| 27    | 18 de septiembre de 1986 | ITCorp.com         | 76    | 27 de mayo de 1987       | UTC.com            |
| 28    | 29 de septiembre de 1986 | Siemens.com        | 78    | 26 de junio de 1987      | IDE.com            |
| 29    | 18 de octubre de 1986    | Pyramid.com        | 79    | 9 de julio de 1987       | TRW.com            |
| 30    | 27 de octubre de 1986    | AlphaCDC.com       | 80    | 13 de julio de 1987      | Unipress.com       |
| 30    | 27 de octubre de 1986    | BDM.com            | 81    | 27 de julio de 1987      | DuPont.com         |
| 30    | 27 de octubre de 1986    | Fluke.com          | 81    | 27 de julio de 1987      | Lockheed.com       |
| 30    | 27 de octubre de 1986    | Inmet.com          | 83    | 28 de julio de 1987      | Rosetta.com        |
| 30    | 27 de octubre de 1986    | Kesmai.com         | 84    | 18 de agosto de 1987     | Toad.com           |
| 30    | 27 de octubre de 1986    | Mentor.com         | 85    | 31 de agosto de 1987     | Quick.com          |
| 30    | 27 de octubre de 1986    | NEC.com            | 86    | 3 de septiembre de 1987  | Allied.com         |
| 30    | 27 de octubre de 1986    | Ray.com            | 86    | 3 de septiembre de 1987  | DSC.com            |
| 30    | 27 de octubre de 1986    | Rosemount.com      | 86    | 3 de septiembre de 1987  | SCO.com            |
| 30    | 27 de octubre de 1986    | Vortex.com         | 89    | 22 de septiembre de 1987 | Gene.com           |
| 40    | 5 de noviembre de 1986   | Alcoa.com          | 89    | 22 de septiembre de 1987 | KCCS.com           |
| 40    | 5 de noviembre de 1986   | GTE.com            | 89    | 22 de septiembre de 1987 | Spectra.com        |
| 42    | 17 de noviembre de 1986  | Adobe.com          | 89    | 22 de septiembre de 1987 | WLK.com            |
| 42    | 17 de noviembre de 1986  | AMD.com            | 93    | 30 de septiembre de 1987 | Mentat.com         |
| 42    | 17 de noviembre de 1986  | DAS.com            | 94    | 14 de octubre de 1987    | WYSE.com           |
| 42    | 17 de noviembre de 1986  | Data IO.com        | 95    | 2 de noviembre de 1987   | CFG.com            |
| 42    | 17 de noviembre de 1986  | Octopus.com        | 96    | 9 de noviembre de 1987   | Marble.com         |
| 42    | 17 de noviembre de 1986  | Portal.com         | 97    | 16 de noviembre de 1987  | Cayman.com         |
| 42    | 17 de noviembre de 1986  | Teltone.com        | 97    | 16 de noviembre de 1987  | Entity.com         |
| 42    | 11 de diciembre de 1986  | 3Com.com           | 99    | 24 de noviembre de 1987  | KSR.com            |
| 50    | 11 de diciembre de 1986  | Amdahl.com         | 100   | 30 de noviembre de 1987  | NynexST.com        |